# Fantasticamenteamore
Fantasticamenteamore è il brano musicale con cui la cantante romana Syria ha partecipato al Festival di Sanremo 2001, classificandosi al 13º posto.
Il brano nello stesso anno è stato pubblicato come singolo.
Fantasticamenteamore suscitò alcune polemiche in quanto ritenuto troppo somigliante nella melodia e negli arrangiamenti al brano di Madonna "Ray of light".

## Tracce
Testi e musiche di Biagio Antonacci e Saverio Lanza.
1. Fantasticamente amore
2. Fino al cielo
3. Fantasticamente amore (versione strumentale)

## Classifiche
| Paese  | Posizione raggiunta |
| ------ | ------------------- |
| Italia | 26                  |